# Enterobacter cloacae
Enterobacter cloacae — вид грам-негативних бактерій родини Enterobacteriaceae.

## Опис
Це паличкоподібна, грамнегативна, факультативно анаеробна бактерія. Розмір клітини 0,6—1,0 × 1,2—3,0 мкм. Ця бактерія не має капсули або спор. Має перитричні джгутики, за допомогою яких рухається. Вона є оксидазо-негативною і каталазо-позитивною. Вона не ферментує лактозу і виробляє газ в результаті бродіння глюкози.
Бактерія досить поширені в природі. Трапляється в прісній воді, ґрунті, стічних водах, на рослинах, овочах, в екскрементах людини і тварин. Enterobacter cloacae є представником нормальної флори кишечника людини, живе на слизовій оболонці тонкого і товстого кишечника, в дистальних відділах травного тракту. Деякі штами асоціюються з інфекціями сечовивідних шляхів та дихальних шляхів в осіб з ослабленим імунітетом. Нерідко буває причиною внутрішньолікарняних інфекцій. Повідомлялося про лікування цефепімом та гентаміцином .